# カルタゴ作戦

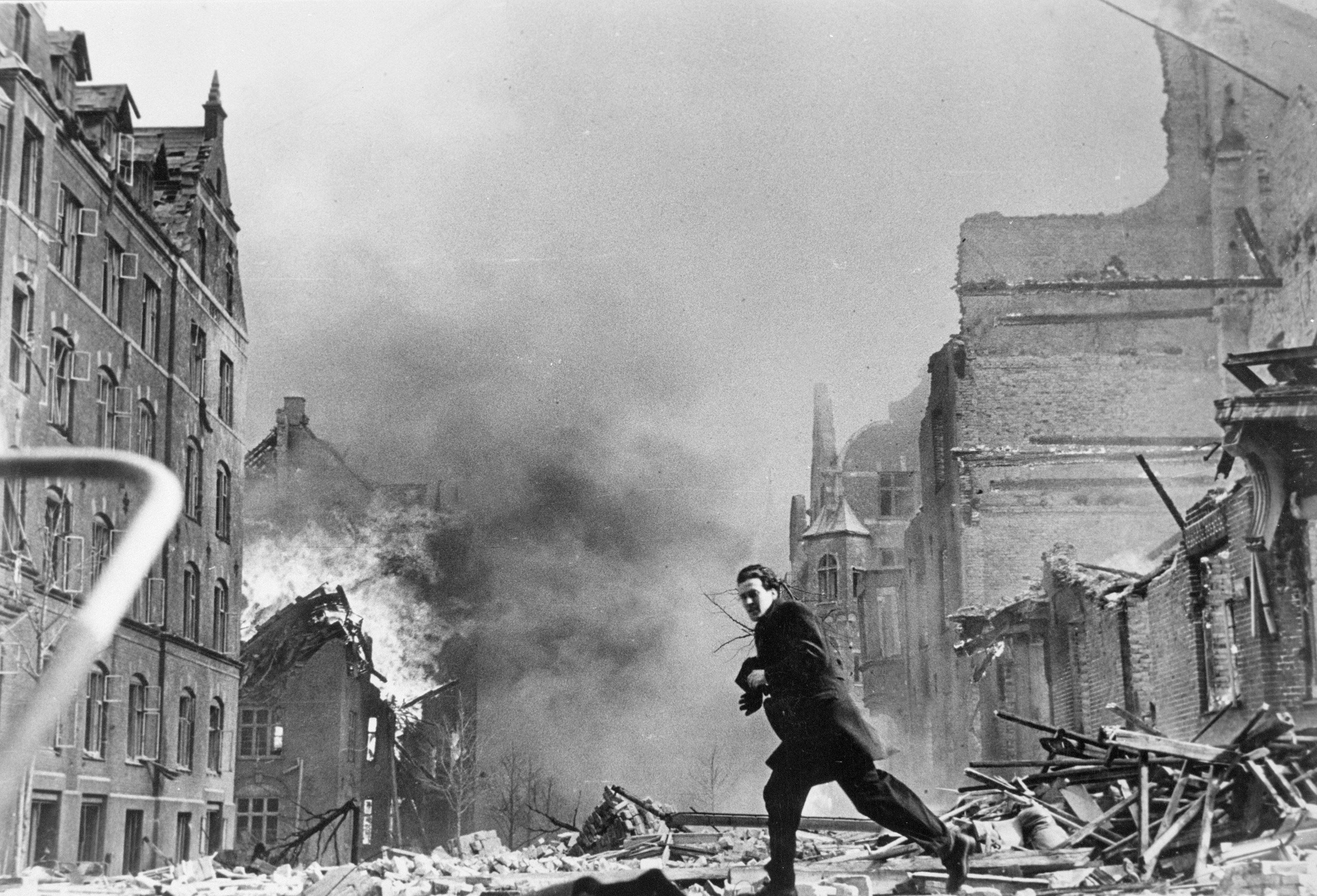
カルタゴ作戦で破壊された寄宿学校の一帯

カルタゴ作戦（Operation CARTHAGO）は、1945年3月21日に実施されたイギリス空軍の作戦である。
デンマークで活動しているレジスタンスの救出（最悪でもイギリス空軍の爆弾によって殺されることを望んでいたと言われている）を目的とし、イギリス第140航空団のモスキートにより、コペンハーゲンのシェルハウス（Shellhus）にあったゲシュタポ司令部を攻撃。18名のレジスタンスがこれによって脱出したものの、8名のレジスタンス、55名のゲシュタポ職員および47名のデンマーク人職員が殺害され、更に誤爆によって近所の寄宿学校の生徒86名を含む125名の民間人が犠牲となった。
2021年のデンマーク映画『その瞳に映るのは』は、この出来事を中心に描いている。